# انسینو (لس آنجلس)
انسینو، لس‌آنجلس (به انگلیسی: Encino, Los Angeles) یک شهرک در ایالات متحده آمریکا است که در لس آنجلس واقع شده‌است.

## خصوصیات
انسینو ۴۱٬۹۰۵ نفر جمعیت دارد و ۲۳۵٫۹ متر بالاتر از سطح دریا واقع شده‌است.

## نگارخانه

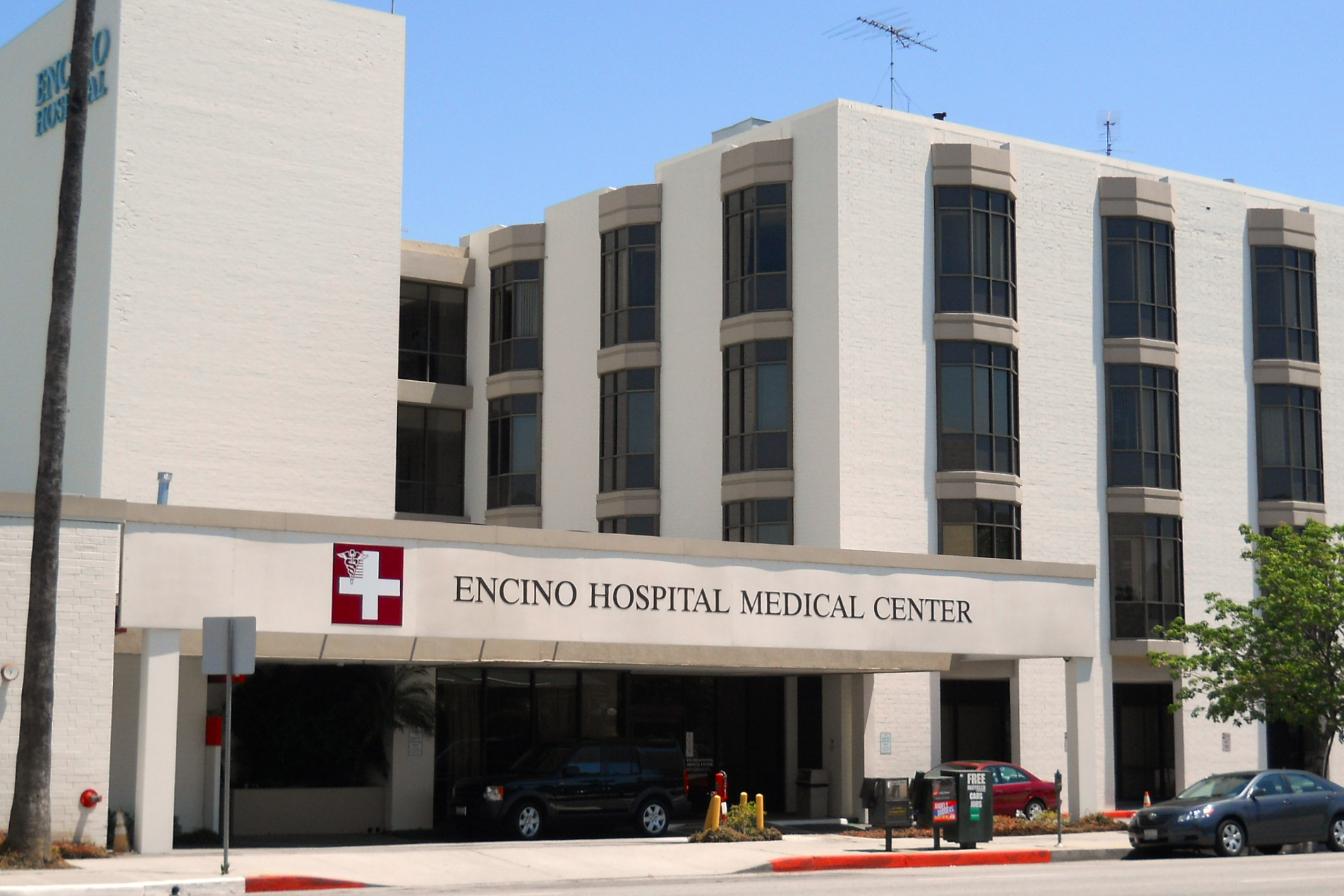
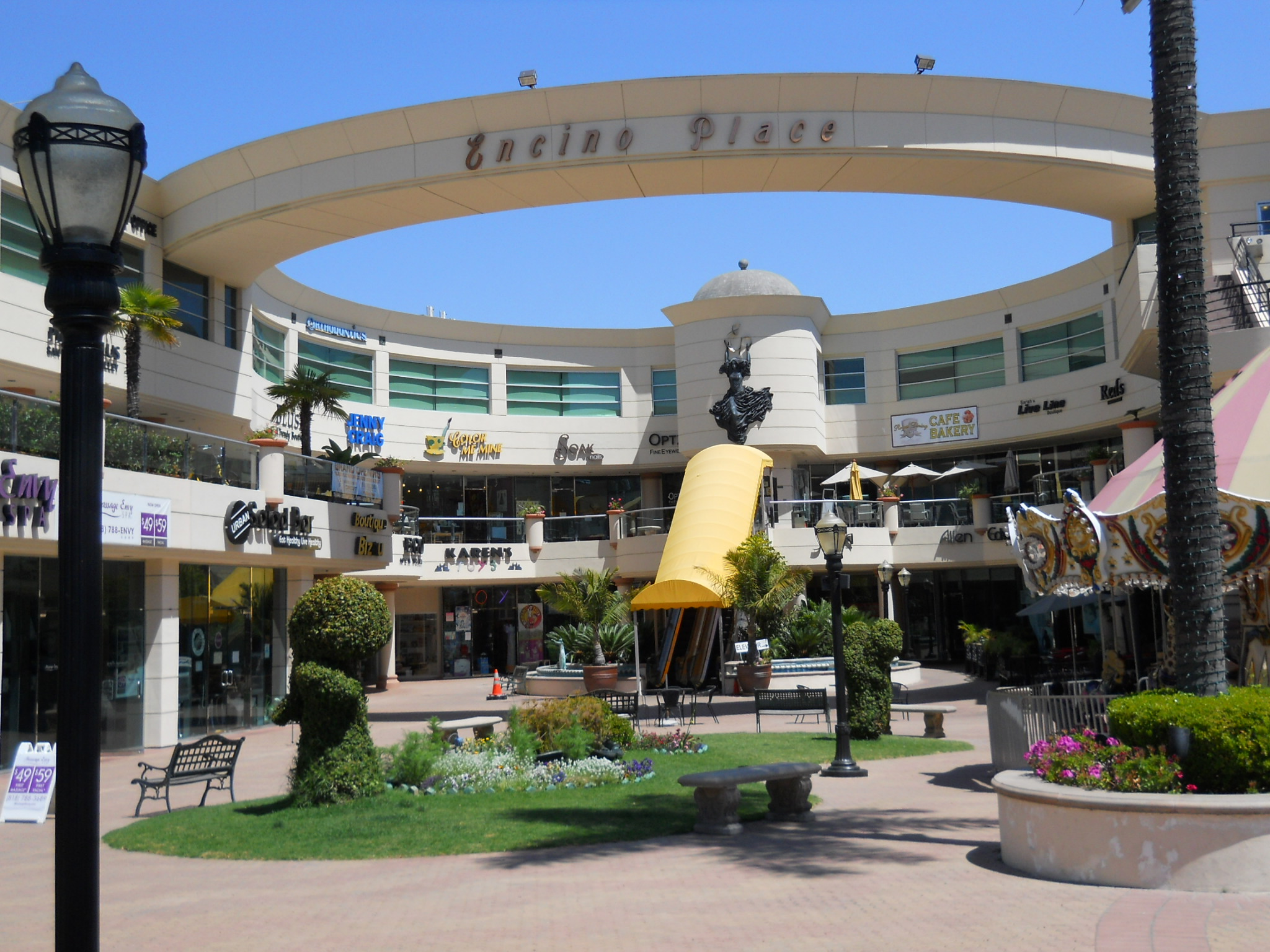
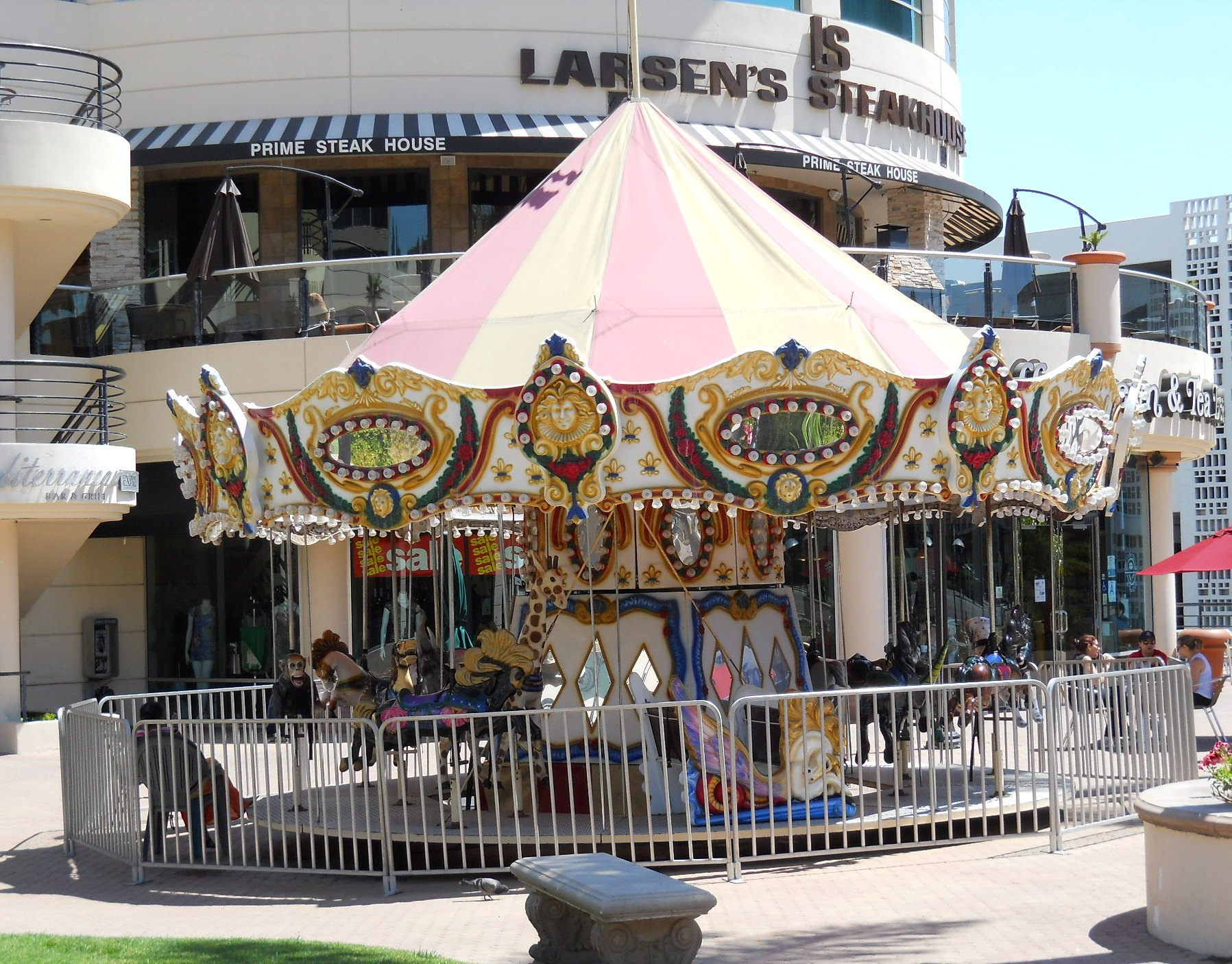
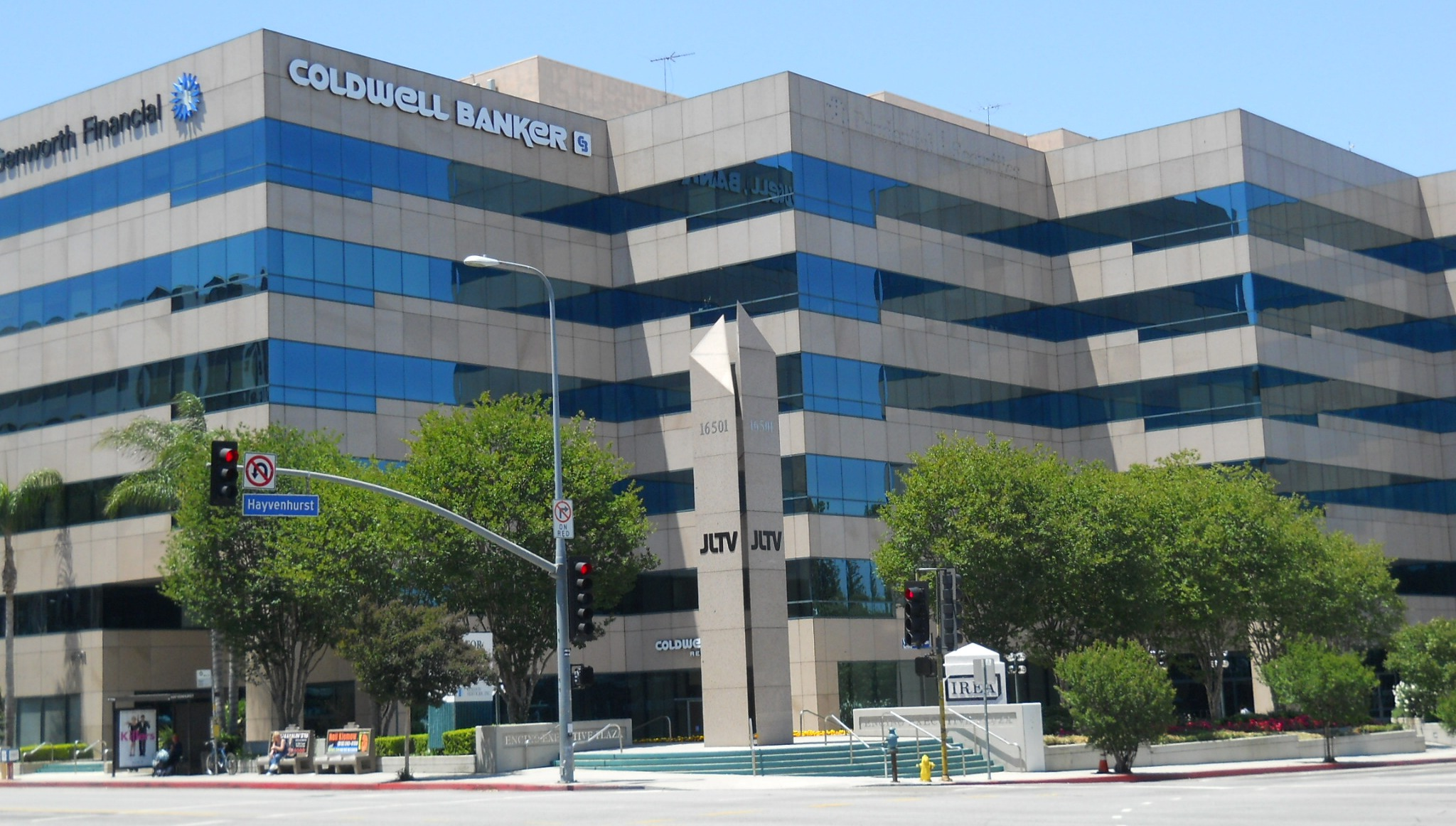
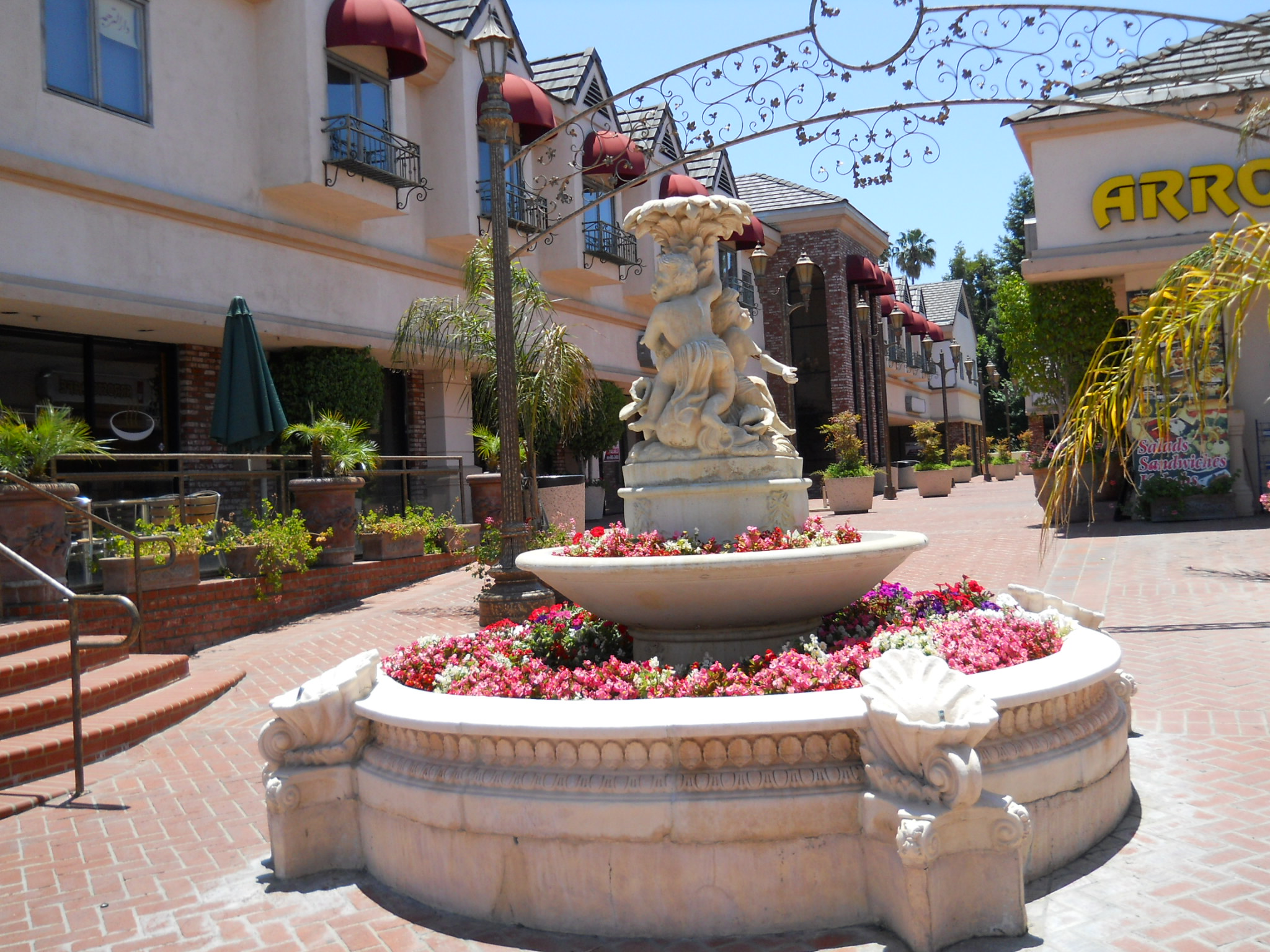
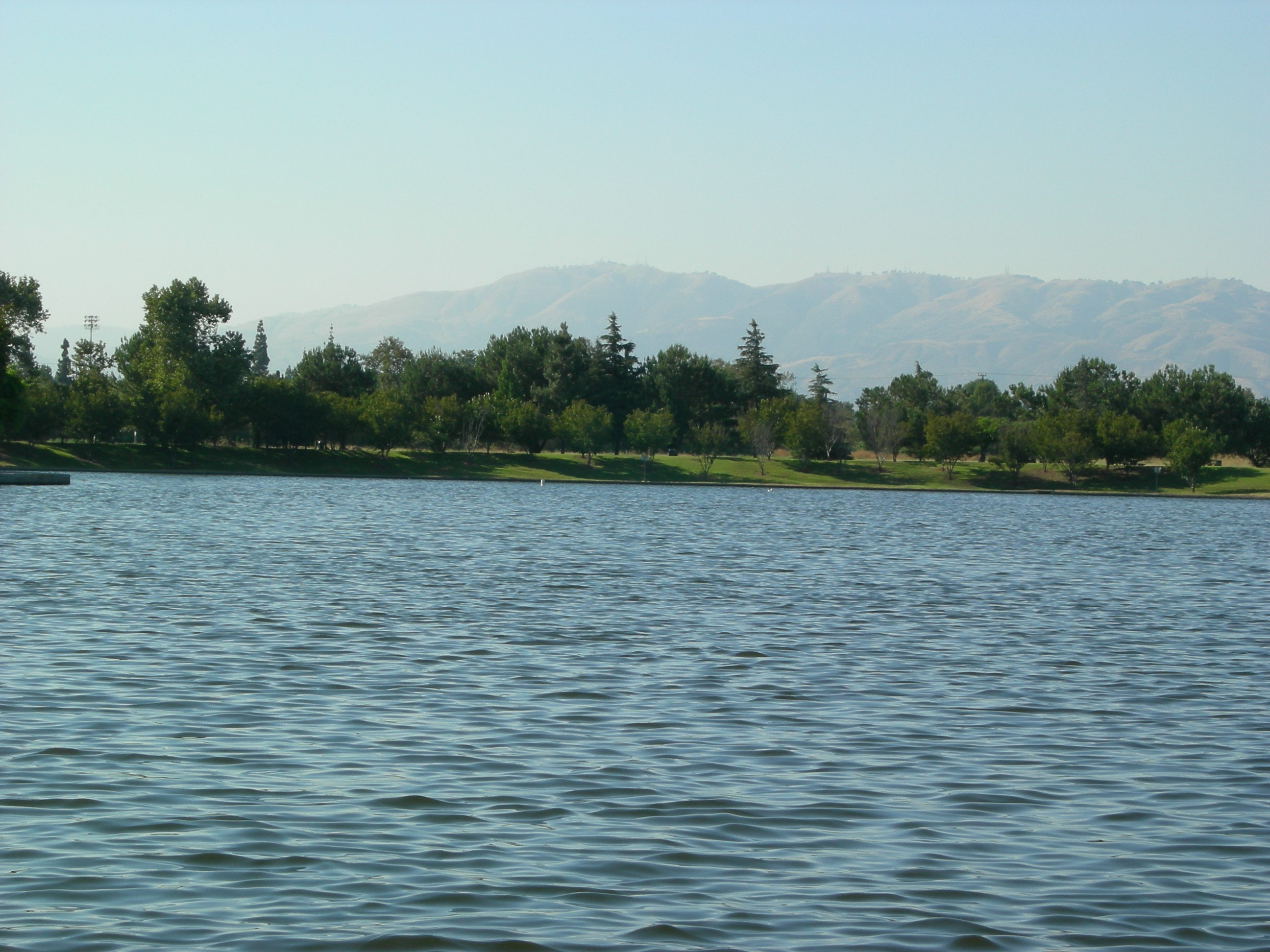